# Old man fiddle
"Old man fiddle" (em português: "Velho violinista") foi a canção que representou a Finlândia no Festival Eurovisão da Canção 1975, interpretada em inglês por Pihasoittajat (banda formada por: Anja Karlsson, Hannu Karlsson, Henrik Bergendahl, Seppo Sillanpää, Harry Lindahl e Kim Kuusi).
A canção tinha letra de Arthur Ridgway Spencer e Hannu Karlsson, música de Kim Kuusi e foi orquestrada por Ossi Runne.
A canção foi a 15.ª a ser interpretada na noite do festival, a seguir à canção monegasca"Une chanson c'est une lettre", interpretada por Sophie e antes da canção portuguesa "Madrugada", interpretada por Duarte Mendes. A canção finlandesa terminou em sétimo, recebendo um total de 74 pontos.
A canção inspirada na música folk finlandesa descreve um velho que caminha no meio da chuva tocando uma série de melodias numa viola, com a banda cantando que toda a gente ouvindo-os deixavam os seus problemas desaparecer com esta música.